# Pandemia de COVID-19 en Bangladés
La Pandemia de COVID-19 en Bangladés tuvo sus primeros tres casos el 8 de marzo de 2020: dos personas regresaban de Italia y un tercero era familiar de los dos contagiados.
Hasta el 20 de febrero de 2022, se contabiliza la cifra de 1,935,242 casos confirmados, 28,974 fallecidos y 1,763,258 pacientes recuperados del virus.

Número de casos (azul) y número de fallecidos (rojo) en una escala logarítmica.